# Parentesco chino

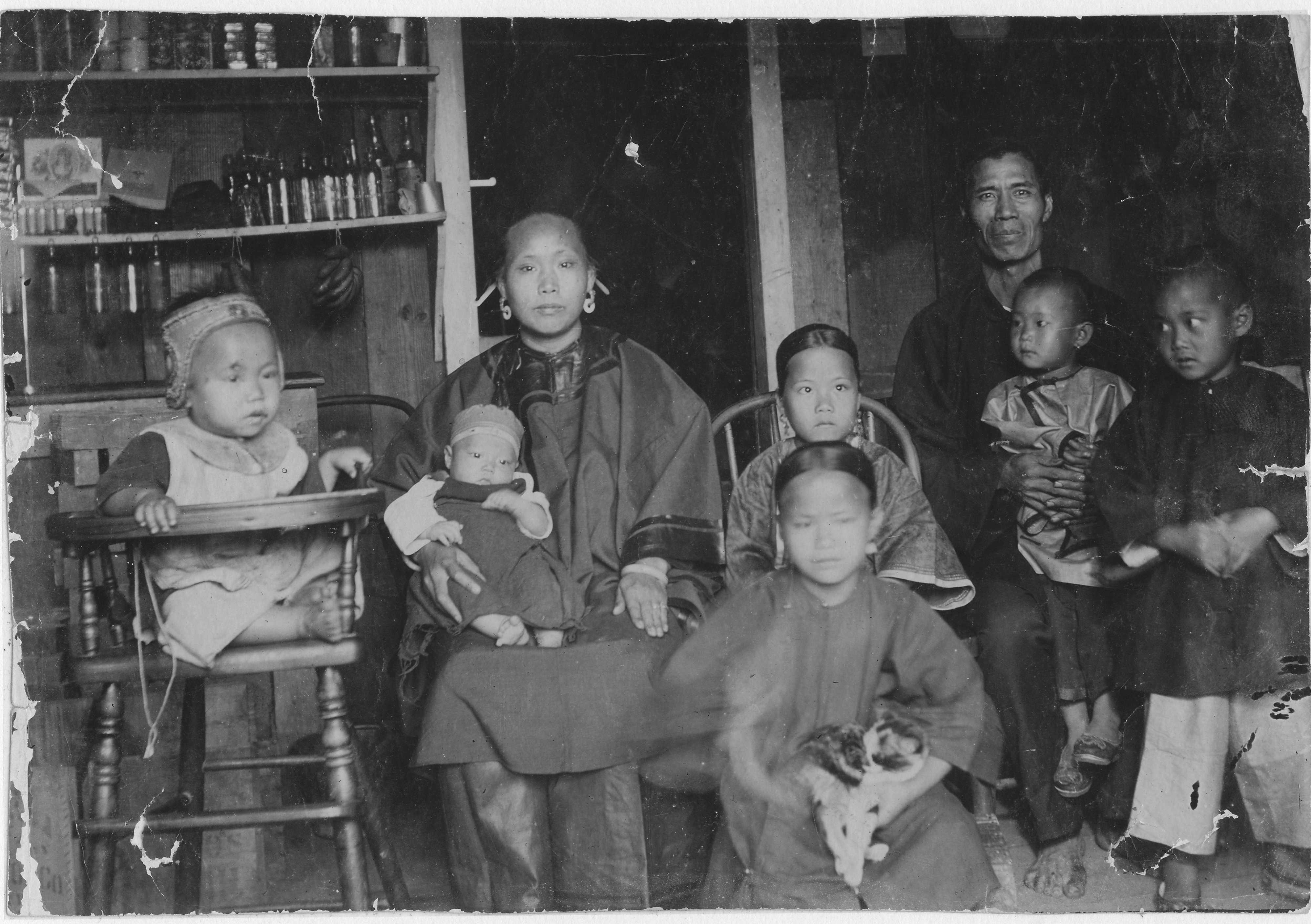
Una familia china en Hawaii en el.

El sistema chino de parentesco (en chino tradicional, 親屬系統; en chino simplificado, 亲属系统; pinyin, qīn shǔ xì tǒng) se clasifica como un sistema sudanés de parentesco (también llamado como "sistema descriptivo") que se utiliza para definir la familia. Identificado por Lewis Henry Morgan en su tratado de 1871 Sistemas de consanguinidad y afinidad de la familia humana, el sistema sudanés es uno de los seis sistemas principales de parentesco junto con el esquimal, el hawaiano, el iroqués, el crow y el omaha.[cita requerida]
El sistema sudanés de parentesco (y, por lo tanto, el sistema chino de parentesco), es el más complicado de todos los sistemas de parentesco. Mantiene una denominación diferente para casi cada uno de los familiares de ego dependiendo de su generación, su linaje, su edad relativa y su género.
En el sistema chino de parentesco:
- Se distingue entre el linaje materno y el paterno. Por ejemplo, el hermano de la madre y el hermano de un padre tienen diferentes denominaciones.
- Se tiene en cuenta la edad relativa en una relación fraternal. Por ejemplo, el hermano menor de un padre tiene una terminología diferente que su hermano mayor.
- Se distingue el género del familiar, como en español.
- La generación desde ego se indica, como en español.

Parentesco chino es agnático, con un énfasis en la patrilinealidad.

## Parentesco y sociedad china

### Literatura e Historia
Los términos de parentesco aparecieron en el diccionario chino más antiguo, Erya. El capítulo cuatro, 释亲, trata sobre el parentesco y el matrimonio. Otra diccionario de la dinastía Han tardía, Shiming, tiene una lista detallada de formas de tratamiento para todos los familiares.
Debido a la influencia del confucianismo, los conceptos de parentesco y consanguinidad están profundamente arraigados en la cultura china. Una de las enseñanzas de Confucio es la piedad filial, que se extiende a una serie de cinco relaciones conocido como las Cinco Relaciones Cardinales (五伦), tres de las cuales están relacionados con la familia:
- soberano y súbdito (君臣 jūnchén)
- padre e hijo (父子 fùzǐ)
- hermano mayor y menor (兄弟 xiōngdì)
- marido y mujer (夫妇 fūfù)
- entre amigos (朋友 péngyǒu)

En el Clásico de tres caracteres, los nueve agnados se enumeran en la siguiente estrofa:
| 高曾祖父而身身而子子而孫 | Tatarabuelo, bisabuelo, abuelo, padre y yo, yo e hijo, hijo y nieto,                                                    |
| 自子孫至玄曾乃九族人之倫 | del hijo y su nieto, al bisnieto y tataranieto. Estos son los nueve agnados que constituyen los parentescos del hombre. |

### Cultura
En la cultura china, donde se sigue apreciando a los familiares lejanos, los términos de parentesco han sobrevivido hasta el día de hoy. Además, como es tabú referirse a, o dirigirse a un miembro de la familia de más edad por su nombre de pila, la relación de parentesco es la única forma de trato aceptable. Cuando hay muchos hermanos, como en muchas familias del baby boom posterior a la Segunda Guerra Mundial, la relación depende de la edad o del rango. Por ejemplo 大 (grande / mayor / anciano) se utiliza en para dirigirse a la 大姨 (la hermana mayor de la madre);二姨 para la segunda hermana mayor de la madre;三姨 para la tercera hermana mayor de la madre, etc. En los casos en que una persona es de más edad que la relación de mayor jerarquía, como por ejemplo un tío, es común referirse a la relación de mayor jerarquía con un sufijo diminutivo.
Debido a que algunos de estos términos no tienen equivalente en otros idiomas, no se pueden traducir fácilmente y el carácter descriptivo a menudo se pierde en la traducción. Sin embargo, a veces se utilizan términos como "segundo tío". La traducción de los términos de parentesco de otras lenguas a menudo presenta el problema de la ambigüedad ya que no existe un término general equivalente a "tía".
A pesar de la complejidad del sistema de trato basado en el parentesco (ver sección de terminología más adelante), es común simplificarlo por el bien de la familiaridad. Algunos términos de parentesco formales no les son familiares a muchas personas, son engorrosos, o el destinatario prefiere no emplearlos. Por ejemplo, se le puede llamar simplemente prima (si ésta lo permite) a una tía segunda si ésta es de edad similar al interlocutor.

### Ley
El Gran Código Legal Qing ("大清律例") fue el último conjunto de leyes chinas donde se muestran los términos de parentesco completos. El código Qing no sólo confirmó la importancia de definir las relaciones de parentesco, sino también definió las conductas legales y morales entre relaciones familiares. Aunque no hay un estatuto específico en el código Qing para definir los términos de parentesco, se especifica el atuendo y el ritual apropiado en el luto según la relación entre el doliente y el fallecido. Las relaciones de parentesco también desempeñaron un papel crucial en la administración de justicia bajo la dinastía Qing. Las penas eran más severas para los delitos cometidos en contra de los familiares de alto nivel dentro de la jerarquía familiar. Los crímenes cometidos contra aquellos que formaban parte de la familia eran castigados con menos dureza. Los delitos cometidos por los miembros de más edad de la familia contra sus menores eran menos propensos a provocar severas condenas.
Entre los 47 estatutos añadidos en 1740 bajo el emperador Qianlong, Estatuto 2 (Gráficos / Cuadros de Vestimenta de Luto "丧服诸图") y el Estatuto 3 (Código de Vestimenta, "服制") trata del atuendo de luto ilustrado con gráficos. De acuerdo con la ley Qing, había que observar un período de luto cuando un familiar fallecía. Cuanto más cercano se encontraba y mayor era el miembro difunto de la familia, más largo era el período de duelo dictado por la ley. El período de luto iba desde los tres meses a los tres años. Durante este período, los dolientes debían permanecer en casa, retirarse del servicio público, abstenerse de celebraciones de todo tipo, y practicar la abstinencia, entre otras cosas.
El "exterminio de nueve generaciones" (诛九族) es considerado uno de los castigos más severos que se encuentran en la ley tradicional china en vigor hasta finales de la dinastía Qing. La práctica de exterminio de los familiares se había establecido desde los Qin cuando el emperador Qin Shi Huang (que reinó desde el 247 aC hasta el 221 aC), declaró: "Los que critican el presente refiriéndose al pasado: Zu" (以古非今者族). Zu (族) se refería al "exterminio de tres generaciones" (三族): padre, hijo y nieto. El exterminio se hacía para asegurar la eliminación de contendientes al trono y enemigos políticos. El Emperador Wen de Sui (reinó 581-604) abolió esta práctica, pero fue reintroducida por el siguiente emperador Yang (reinó 604-617). No sólo reinstauró este castigo, sino que lo extendió a nueve generaciones.
En el primer año del reinado del Emperador Yongle (dinastía Ming, reinó desde 1402 hasta 1424), el prominente historiador Fāng Xìao-Rú (方孝孺) cometió un delito merecedor de la "masacre de nueve generaciones" por negarse a escribir el discurso inaugural y por insultar al emperador. Se tiene constancia de que dijo, desafiando al futuro emperador: "¡莫说 九族, 十 族 何妨" ("¡No me importan que sean nueve! ¡Como si son diez!"). Por lo tanto se le concedió su deseo con este caso, tal vez el único en toda la historia de China, de "exterminio de diez generaciones" (诛 十 族). Además de las relaciones carnales dentro de los nueve agnados de su jerarquía familiar, se añadieron a sus alumnos y compañeros como un décimo grupo. En total, se dice que se 873 personas fueron ejecutadas.
A día de hoy, una expresión de tres caracteres para referirse a "muerte a toda la familia" sigue siendo una poderosa maldición en el idioma cantonés.

### Clan
Un clan chino es un grupo patrilineal y patrilocal de familiares chinos con un apellido común y que comparten un ancestro común. En el sur de China, los miembros de un clan podían formar un pueblo conocido como un pueblo ancestral. En Hong Kong, el asentamiento de un clan se podía ver en los pueblos amurallados. Un pueblo ancestral normalmente cuenta con un vestíbulo y una capilla en honor a los miembros ancestrales del clan. Un pedigrí del clan se puede establecer, registrando quiénes son los miembros masculinos del clan. Una mujer casada se considera parte del clan de su marido.

### Matrimonio y divorcio
El matrimonio es un rito importante que simboliza la unión de dos clanes y el comienzo de una nueva unidad familiar. El matrimonio tiene que ser permanente y se espera que produzca descendencia.

### Poligamia
La poligamia (poliginia, específicamente) se había practicado en las sociedades chinas durante miles de años. Desde la dinastía Han, los hombres chinos sólo pueden tener legalmente una esposa. Sin embargo, era común para los hombres chinos privilegiados tener una esposa y varias concubinas. Para aquellos que podían pagar una dote y mantener una familia de varias concubinas e hijos, la poliginia proporcionaba una mayor oportunidad de tener herederos. La importancia de esto se hizo evidente en la corte imperial, que solía albergar cientos de concubinas. Aparte del concubinato, tener varias esposas con el mismo estatus también era aceptable antes de la prohibición de la poligamia.
En una situación de concubinato, la esposa, las concubinas y sus hijos vivían en la misma casa. Las esposas y las concubinas solían referirse unas a las otras como "hermanas". Como una concubina no estaba casada en matrimonio, tenía menos derechos en el hogar. Tampoco hubía relación en términos de clanes entre el clan del hombre y la familia de la concubina.
La poligamia fue prohibida en China en 1930, cuando la República de China promulgó el Código Civil (Parte IV) en el que la Sección 985 establece que "Una persona que tiene un cónyuge no puede contraer nuevo matrimonio. Una persona no se casará con dos o más personas simultáneamente. ". Esto está hoy todavía en vigor en los territorios bajo la administración efectiva de la República de China, incluyendo Taiwán, Kinmen y Matsu. Tras el establecimiento de la República Popular China por los comunistas chinos en el continente, esta prohibición se reafirma en la aprobación del Código de Matrimonio de 1950. En Hong Kong no se perimitieron nuevos matrimonios polígamos después de 1971 con la aprobación de la Ley de matrimonio. A pesar de esto, los casos de relaciones extramatrimoniales están aumentando. Algunos hombres han llegado a formar una familia con sus amantes e hijos a espaldas de sus mujeres. Se da un fenómeno de poliginia transfronteriza normalmente entre hombres de Hong Kong y sus amantes que viven en la China continental. [cita requerida]

## Datos demográficos
Con los gobiernos chinos modernos abogando por familias más pequeñas a través de campañas y políticas de planificación familiar, puede que las grandes familias ya sean cosa del pasado. La República Popular China presentó su política de hijo único en 1979, y la Asociación de Planificación Familiar de Hong Kong comenzó su campaña "¡Dos es suficiente!" (两个就够哂数!) en la década de 1970. En contraste con las grandes familias creadas en los años anteriores a la guerra y en los del baby boom, las familias chinas actuales tienen muchos menos hijos en promedio.
A partir de 2006, las tasas de fecundidad de Hong Kong y Macao estuvieron entre las más bajas del mundo. Hong Kong, con la menor tasa de fecundidad del mundo, fue el único territorio con menos de un hijo nacido por mujer en promedio. Tanto China continental como Taiwán estuvieron muy por debajo de la media mundial. Del mismo modo, la tasa de natalidad en Hong Kong y Macao se ubicó entre las tres más bajas del mundo. Tanto China continental como Taiwán se clasificaron por debajo de la mediana.
Una consecuencia de las crecientes tasas de divorcio en las sociedades chinas es la ruptura de la tradicionalmente íntima relación de parentesco. Por otro lado, volver a casarse podría proporcionar más de dos ramas de parientes paternos o maternos.

## Definición de los familiares

### Nueve grados de parentesco
Los "nueve grados de parentesco" (九族) es un concepto importante a la hora de aplicar leyes y celebrar rituales. Desde la dinastía Han, ha habido dos interpretaciones distintas de lo que se define por los nueve grados. Cada interpretación se basa en necesidades sociales y políticas de la forma en que al gobernante del momento le parezca.
La interpretación "tradicional" ("古文說") define los nueve grados de parentesco estrictamente a lo largo de la línea paterna. Es decir, nueve generaciones desde el tatarabuelo hasta los tataranietos. Esta interpretación fue reconocida oficialmente en las dinastías Tang y Song. En las dinastías Ming y Qing, las leyes definían la patrilinealidad de los nueve linajes. Esta interpretación se cita en la Parte III Capítulo 2 del libro Sociedades Antiguas, escrito por Lewis Henry Morgan en 1877.
La interpretación "contemporánea" ("今文說") define los nueve grados de parentesco como cuatro generaciones por la línea paterna, tres por la línea materna, y dos por la línea de la esposa. Históricamente, esta definición se ha utilizado para premios, castigos y masacres familiares.
Otra interpretación sugiere que "nueve" es en realidad un número arbitrario, ya que se considera al nueve un número grande en la cultura china. Como tal, significa que todos y cada uno de los que guarden alguna relación familiar deben ser ejecutados en caso de aniquilación de la familia.

### Cinco grados de vestimenta de luto
Los cinco grados de vestimenta de luto (五服) definen no sólo el atuendo adecuado, sino también el ritual de luto adecuado que se debe observar cuando un familiar ha muerto. Ya presentes por escrito en fuentes tan tempranas como Ritos de Zhou, los rituales de luto se desarrollaron a lo largo de los años. En la época de la dinastía Qing, ya había sido establecido por ley que había cinco grados de duelo de acuerdo con la relación que uno había tenido con el fallecido. Cuanto más cercana esté una persona en relación con el difunto, mayor será el grado de duelo que a observar. Una mujer casada pertenece al clan de su marido y observa un grado similar pero más bajo de duelo que su marido. Ella guardaría luto para una pequeña parte de los miembros de su propio clan. Un hombre casado guardaría luto por un número aún menor de sus familiares políticos.
En una situación de concubinato, una concubina sólo estaba obligada a guardar luto por su marido, la mujer del marido, los padres del marido, y todos los hijos del marido, incluyendo los suyos propios, mientras que una mujer estaba obligada a guardar luto para casi todos parientes cercanos de su marido. Además, no había ninguna necesidad de guardar luto por una concubina, excepto por los hijos del hombre.
Desde el final de la China feudal, las ceremonias de los cinco grados de luto han dado paso a una observancia más simple y menos elaborada.
Convencionalmente, los clanes adoptan los cinco grados de luto según convenciones no escritas que determinan la diferencia entre parientes cercanos y lejanos. Como tal, el matrimonio entre parientes que se encontraban dentro de los cinco grados de luto era considerado tabú e inmoral. Estas definiciones, a diferencia de la ceremonia de luto, también se pueden aplicar para determinar si un matrimonio es aceptable, aunque muy pocas personas están familiarizadas con las ceremonias de luto.
De acuerdo con estas definiciones, muchos parientes que considerados "lejanos" en las culturas occidentales se consideran cercanos en la cultura china.
Los cinco grados de vestimenta de luto en orden de gravedad decreciente son:
- 1. 斬榱 - 3 años
- 2. 齊榱 - 3 años, 1 año, 1 año con la vara de duelo, 5 meses, 3 meses
- 3. 大功 - 9 meses, 7 meses
- 4. 小功 - 5 meses
- 5. 缌麻 - 3 meses

## Familia y la terminología
Esta sección trata de los socios y sus cónyuges en la familia inmediata y extendida que se encuentra comúnmente en los primeros nueve celdas de la esquina en la mesa de consanguinidad o gráfico primo (de ego a los abuelos en las filas y columnas). Los términos se enumeran en chino estándar, usos regionales y dialectales se enumeran en la fila correspondiente. Los grados de la vestimenta de luto se incluyen como una indicación de la cercanía de la relación con ego y qué nivel de respeto se espera. "1" es el más alto; "5" es el más bajo. "0" significa que no están dentro de la definición de los cinco grados de luto. Algunas de ellas son las relaciones comunes y se incluyen para completar. Los grados de luto que se indican en la tabla se basan en ego como si fuera un miembro soltero de la familia.

### Prefijos generales
- 外 (wài) - prefijo para indicar linaje materno en algunas de las relaciones
- 堂 (táng) - primos paralelos paternos
- 表 (biǎo) - otros primos
- 高 (gāo) - prefijo para las relaciones a cuatro generaciones de distancia de ego, es decir: tatarabuelos (高祖父母)
- 曾 (zēng) - prefijo para las relaciones a tres generaciones de distancia, es decir: bisabuelos; bisnietos (曾祖父母; 曾孫)
- 祖 (zǔ) - prefijo para las relaciones a dos generaciones de distancia de ego, es decir: abuelos (祖父母), también es un prefijo general de las relaciones que están dos o más generaciones por encima de ego.
- 孫 (simplificado: 孙) (sūn) - prefijo para relaciones dos generaciones por debajo de ego, es decir: nietos (孫), también un prefijo general de las relaciones que están dos o más generaciones por debajo de ego.
- 玄/元 (xuán/yuán) - prefijo para las relaciones que están cuatro generaciones por debajo de ego, es decir: tataranietos (玄孫/元孫)

Cuando difieren, el carácter chino simplificado aparece en primer lugar, seguido por el carácter chino tradicional entre paréntesis.

### Miembros de la familia de primer grado
| Familia inmediata | Familia inmediata         | Familia inmediata                                            | Familia inmediata   | Familia inmediata                                    |
| ----------------- | ------------------------- | ------------------------------------------------------------ | ------------------- | ---------------------------------------------------- |
| Relación          | Término                   | Vocativo o trato (ejemplos en cantonés)                      | Equivalente español | Grado de luto (duración )                            |
| padre             | 父, 父亲 (父親) fù, fùqīn | 爸爸 bàba 老豆 lǎodòu                                        | padre               | 1 (3 años)                                           |
| madre             | 母, 母亲 (母親) mǔ, mǔqīn | 妈妈 (媽媽) māmā 阿妈 (阿媽) āmā 妈咪 (媽咪) māmī 老母 lǎomǔ | madre               | 1 (3 años)                                           |
| hermano mayor     | 兄 xiōng                  | 哥哥 gēge 阿哥 āgē 大佬 dàlǎo                                | hermano             | 2 (1 año)                                            |
| hermano menor     | 弟 dì                     | 弟弟 dìdi 细佬 (細佬) xìlǎo                                  | hermano             | 2 (1 año)                                            |
| hermana mayor     | 姊 zǐ                     | 姊姊 zǐzi 姐姐 jiějie 家姐 jiājiě                            | hermana             | 4 5 si está casada                                   |
| hermana menor     | 妹 mèi                    | 妹妹 mèimèi 阿妹 āmèi                                        | hermana             | 4 5 si está casada                                   |
| esposa            | 妻子 qīzǐ                 | 老婆 lǎopó                                                   | esposa              | 2* (1 año) 2 (1 año) si los suegros no han fallecido |
| marido            | 丈夫 zhàngfu              | 老公 lǎogōng                                                 | marido              | 1 (3 años)                                           |
| hijo              | 儿子 (兒子) érzi          | 仔 zǎi                                                       | hijo                | 2 (1 año)                                            |
| hija              | 女儿 (女兒) nǚ'ér         | 女女 nǚnǚ                                                    | hija                | 2 (1 año)                                            |

### Miembros de la familia de segundo grado
| Línea paterna                                   | Línea paterna              | Línea paterna                      | Línea paterna                | Línea paterna              |
| ----------------------------------------------- | -------------------------- | ---------------------------------- | ---------------------------- | -------------------------- |
| Relación                                        | Término                    | Vocativo o trato                   | Equivalente español          | Grado de luto (duración)   |
| padre del padre                                 | 祖父 zǔfù                  | 爷爷 (爺爺) yéye                   | abuelo (paterno)             | 2                          |
| madre del padre                                 | 祖母 zǔmǔ                  | 奶奶 nǎinai 嫲嫲                   | abuela (paterna)             | 2                          |
| hermano mayor del padre                         | 伯父 bófù                  | 伯伯 bóbo                          | tío                          | 2 (1 año)                  |
| esposa del hermano mayor del padre              | 伯母 bómǔ                  | 伯娘 bóniáng                       | tía                          | 2 (1 año)                  |
| hermano menor del padre                         | 叔父 shūfù                 | 叔叔 shūshu                        | tío                          | 2 (1 año)                  |
| esposa del hermano menor del padre              | 婶母 (嬸母) shěnmǔ         | 婶婶 (嬸嬸) shěnshen               | tía                          | 2 (1 año)                  |
| hermana mayor del padre                         | 姑母 gūmǔ                  | 姑妈(姑媽) gūmā 姑姑 gūgu 阿姑 āgū | tía                          | 2 (1 año) 3 si está casada |
| marido de la hermana mayor del padre            | 姑父 gūfu                  | 姑丈 gūzhàng 姑夫 gūfu             | tío                          | 0                          |
| hermana menor del padre                         | 姑母 gūjiě                 | 姑姑 gūgu 阿姑 āgū 姑姐 gūjiě      | tía                          | 2 (1 año) 3 si está casada |
| marido de la hermana menor del padre            |                            | 姑丈 gūzhàng                       | tío                          | 0                          |
| hijo del hermano del padre, mayor que ego       | 堂兄 tángxiōng 堂哥 tánggē |                                    | primo hermano (primo carnal) | 3                          |
| hijo del hermano del padre, más joven que ego   | 堂弟 tángdì                |                                    | primo hermano (primo carnal) | 3                          |
| esposa del hijo del hermano del padre           | 堂嫂 tángsǎo               |                                    | prima política               | 5                          |
| hija del hermano del padre, mayor que ego       | 堂姊 tángzǐ                | 堂姊tángzǐ 堂姐 tángjiě            | prima hermana                | 3 4 si está casada         |
| hija del hermano del padre, más joven que ego   | 堂妹 tángmèi               | 堂妹tángmèi                        | prima hermana                | 3 4 si está casada         |
| hijo de la hermana del padre, mayor que ego     | 表兄 biǎoxiōng             | 姑表兄 gūbiǎoxiōng 表哥 biǎogē     | primo hermano                | 5                          |
| hijo de la hermana del padre, más joven que ego | 表弟 biǎodì                | 姑表弟 gūbiǎodì                    | primo hermano                | 5                          |
| mujer del hijo de la hermana del padre          | 表嫂 biǎosǎo               | 姑表嫂 gūbiǎosǎo                   | prima política               | 5                          |
| hija de la hermana del padre, mayor que ego     | 表姊 biǎozǐ                | 姑表姊 gūbiǎozǐ 表姐 biǎojiě       | prima hermana                | 0                          |
| hija de la hermana del padre, más joven que ego | 表妹 biǎomèi               | 姑表妹 gūbiǎomèi                   | prima hermana                | 0                          |

| Línea materna                                    | Línea materna    | Línea materna                                                          | Línea materna       | Línea materna            |
| ------------------------------------------------ | ---------------- | ---------------------------------------------------------------------- | ------------------- | ------------------------ |
| Relación                                         | Término          | Vocativo o trato                                                       | Equivalente español | Grado de luto (duración) |
| padre de la madre                                | 外祖父 wàizǔgōng | 外公; 公公; 姥爺                                                       | abuelo (materno)    | 4                        |
| madre de la madre                                | 外祖母 wàizǔmǔ   | 外婆; 婆婆; 姥姥                                                       | abuela (materna)    | 4                        |
| hermano de la madre                              | 舅父 jiùgōng     | 舅舅                                                                   | tío                 | 4                        |
| esposa del hermano de la madre                   | 舅母 jiùmǔ       | 妗母                                                                   | tía                 | 0                        |
| hermana de la madre                              | 姨母 yímǔ        | 姨媽 (mayor que la madre de ego); 阿姨 (más joven que la madre de ego) | tía                 | 4                        |
| marido de la hermana de la madre                 | 姨父 yígōng      | 姨丈                                                                   | tío                 | 0                        |
| hijo de hermano/a de la madre, mayor que ego     | 表兄 biǎoxiōng   | 表哥                                                                   | primo hermano       | 5                        |
| hijo de hermano/a de la madre, más joven que ego | 表弟 biǎodì      | 表弟                                                                   | primo hermano       | 5                        |
| hija de hermano/a de la madre, mayor que ego     | 表姊 biǎozǐ      | 表姐                                                                   | prima hermana       | 0                        |
| hija de hermano/a de la madre, más joven que ego | 表妹 biǎomèi     | 表妹                                                                   | prima hermana       | 0                        |

| Sobrinos y sobrinas           | Sobrinos y sobrinas | Sobrinos y sobrinas         | Sobrinos y sobrinas | Sobrinos y sobrinas        |
| ----------------------------- | ------------------- | --------------------------- | ------------------- | -------------------------- |
| Relación                      | Término             | Vocativo o trato            | Equivalente español | Grado de luto (duración)   |
| hijo del hermano              | 姪兒                | 姪仔                        | sobrino             | 2 (1 año)                  |
| esposa del hijo del hermano   | 姪媳婦              |                             | sobrina política    | 3                          |
| hija del hermano              | 姪女                |                             | sobrina             | 2 (1 año) 3 si está casada |
| marido de la hija del hermano | 姪女婿              |                             | sobrino político    | 0                          |
| hijo de la hermana            | 外甥                | 姨甥 (si ego es masculino)  | sobrino             | 0                          |
| hija de la hermana            | 外甥女              | 姨甥女 (si ego es femenino) | sobrina             | 0                          |

| Nietos          | Nietos  | Nietos           | Nietos              | Nietos                                  |
| --------------- | ------- | ---------------- | ------------------- | --------------------------------------- |
| Relación        | Término | Vocativo o trato | Equivalente español | Grado de luto (duración)                |
| hijo del hijo   | 孫兒    | 孫仔             | nieto               | 2 (1 año) si es heredero 3 en otro caso |
| hija del hijo   | 孫女    |                  | nieta               | 2 (1 año)                               |
| hijo de la hija | 外孫兒  | 外孫仔           | nieto               | 5                                       |
| hija de la hija | 外孫女  |                  | nieta               | 0                                       |

| Familia política                                     | Familia política | Familia política | Familia política    | Familia política                                |
| ---------------------------------------------------- | ---------------- | ---------------- | ------------------- | ----------------------------------------------- |
| Relación                                             | Término          | Vocativo o trato | Equivalente español | Grado de luto (duración)                        |
| esposa del hermano mayor                             | 嫂               |                  | cuñada              | 4                                               |
| esposa del hermano menor                             | 弟婦             |                  | cuñada              | 4                                               |
| marido de la hermana mayor                           | 姊夫             | 姐夫             | cuñado              | 0                                               |
| marido de la hermana menor                           | 妹夫             |                  | cuñado              | 0                                               |
| mujer del hijo                                       | 兒媳             | 媳婦             | nuera               | 2 (1 año) si esposa del heredero 3 en otro caso |
| marido de la hija                                    | 女婿             |                  | yerno               | 0                                               |
| esposa del hijo del hijo                             | 孫媳婦           |                  | nieta política      | 2 (1 año) si esposa del heredero 5 en otro caso |
| marido de la hija del hijo                           | 孫女婿           |                  | nieto político      | 0                                               |
| mujer del hijo de la hija                            | 外孫媳婦         |                  | nieta política      | 0                                               |
| marido de la hija de la hija                         | 外孫女婿         |                  | nieto político      | 0                                               |
| padre de la esposa                                   | 岳父             | 岳丈; 外父       | suegro              | 5                                               |
| madre de la esposa                                   | 岳母             | 丈母; 外母       | suegra              | 5                                               |
| padre del marido                                     | 公公             | 家公; 老爺       | suegro              | 1 (3 años)                                      |
| madre del marido                                     | 婆婆             | 家姑; 家婆; 奶奶 | suegra              | 1 (3 años)                                      |
| hermano mayor de la esposa                           | 内兄             | 大舅             | cuñado              | 0                                               |
| hermano menor de la esposa                           | 内弟             | 小舅             | cuñado              | 0                                               |
| hermana mayor de la esposa                           | 姨姐             | 大姨             | cuñada              | 0                                               |
| hermana menor de la esposa                           | 姨妹             | 小姨             | cuñada              | 0                                               |
| hermano mayor del marido                             | 大伯             |                  | cuñado              | 3                                               |
| esposa del hermano mayor del marido                  | 大嫂             |                  | concuñada           | 4                                               |
| hermano menor del marido                             | 小叔             |                  | cuñado              | 4                                               |
| esposa del hermano menor del marido                  | 小嬸             |                  | concuñada           | 4                                               |
| hermana mayor del marido                             | 大姑             |                  | cuñada              | 4                                               |
| hermana menor del marido                             | 小姑             |                  | cuñada              | 4                                               |
| marido de la hermana de la esposa, mayor que ego     | 襟兄             |                  | concuñado (mayor)   | 0                                               |
| marido de la hermana de la esposa, más joven que ego | 襟弟             |                  | concuñado (menor)   | 0                                               |
| esposa del hermano del marido                        | 妯娌             |                  | concuñada           |                                                 |
| suegro del hijo/a                                    | 亲家公           | 亲家翁           | consuegro           |                                                 |
| suegra del hijo/a                                    | 亲家母           | 亲家婆           | consuegra           |                                                 |
| esposa del marido, mayor que ego                     | ?媵              |                  | coesposa            |                                                 |
| esposa del marido, menor que ego                     | ?媵              |                  | coesposa            |                                                 |
| esposa del marido, hermana menor de ego              | 娣媵             |                  | hermana-esposa      |                                                 |
| concubina                                            | 妾               |                  | concubina           |                                                 |

## Familiares lejanos y terminología
Esta sección trata de miembros y sus cónyuges que se encuentran más allá de las primeros nueve casillas de la tabla de consanguinidad o gráfico de primos. Aunque algunas de las relaciones parecen distantes, se consideran parientes cercanos y es común para las familias chinas tener contacto regular con estos miembros.
| Familia lejana                                        | Familia lejana | Familia lejana                  | Familia lejana                     | Familia lejana                          |
| ----------------------------------------------------- | -------------- | ------------------------------- | ---------------------------------- | --------------------------------------- |
| Relación                                              | Término        | Vocativo o trato                | Equivalente español                | Grado de luto (duración)                |
| hermano mayor (menor) del abuelo paterno (materno)    | (外)伯(叔)祖父 | (外)伯(叔)公                    | tío abuelo                         | paterna: 4 materna: 0                   |
| su mujer                                              | (外)伯(嬸)祖母 | (外)伯(嬸)婆                    | tía abuela                         | paterna: 4 materna: 0                   |
| hermana del abuelo paterno (materno)                  | (外)姑祖母     | (外)姑婆; (外)從祖姑            | tía abuela                         | paterna: 4; 5 si está casada materna: 0 |
| su marido                                             | (外)姑祖父     | (外)姑公; (外)丈公              | tío abuelo                         | 0                                       |
| hermano de la abuela paterna (materna)                | (外)舅祖父     | (外)舅公                        | tío abuelo                         | 0                                       |
| su mujer                                              | (外)舅祖母     | (外)舅婆                        | tía abuela                         | 0                                       |
| hermana de la abuela paterna (materna)                | (外)姨祖母     | (外)姨婆                        | tía abuela                         | 0                                       |
| su marido                                             | (外)姨祖父     | (外)姨公                        | tío abuelo                         | 0                                       |
| bisabuelos paternos (maternos)                        | (外)曾祖父母   | (外)太公/婆                     | bisabuelo/a                        | paterno: 2 (5 meses) materno: 0         |
| hermano mayor (menor) del bisabuelo paterno (materno) | (外)族曾祖父   | (外)曾伯(叔)祖父;(外)太伯(叔)公 | tío bisabuelo                      | paterno: 5 materno: 0                   |
| su mujer                                              | (外)族曾祖母   | (外)太伯(嬸)婆; (外)太伯(嬸)婆  | tía bisabuela                      | paterna: 5 materna: 0                   |
| hermana del bisabuelo paterno (materno)               | (外)族曾祖姑   | (外)曾祖姑                      | tía bisabuela                      | paterna: 5; 0 si está casada materna: 0 |
| tatarabuelo paterno (materno)                         | (外)高祖父母   |                                 | tatarabuelo                        | paterno: 2 (3 meses) materno: 0         |
| hijo del hijo (hija) del hermano                      | (外)姪孫兒     |                                 | sobrino nieto                      | 2 (1 año) materno: 0                    |
| su mujer                                              | (外)姪孫媳     |                                 | sobrina nieta política             | 5 materna: 0                            |
| hija del hijo (hija) del hermano                      | (外)姪孫女     |                                 | sobrina nieta                      | 2 (1 año); 3 si está casada materna: 0  |
| nietos de la hermana                                  | 外甥孫兒女     |                                 | sobrino nieto; sobrina nieta       | 0                                       |
| hijos del hijo del hijo                               | 曾孫兒女       |                                 | bisnietos                          | hombres: 5; mujeres: 0                  |
| todos los demás bisnietos                             | 外曾孫兒女     |                                 | bisnietos                          | 0                                       |
| hijos del hijo del hijo del hijo                      | 玄孫兒女       | 元孫兒女                        | tataranietos                       | hombres: 5; mujeres: 0                  |
| todos los otros tataranietos                          | 外玄孫兒女     | 外元孫兒女                      | tataranietos                       | 0                                       |
| nieto del hijo (hija) del hermano                     | (外)姪曾孫兒   |                                 | sobrino bisnieto                   | 5; materno: 0                           |
| nieta del hijo (hija) del hermano                     | (外)姪曾孫女   |                                 | sobrina bisnieta                   | 5; materna: 0                           |
| bisnietos de la hermana                               | 外甥曾孫兒女   |                                 | sobrino bisnieto; sobrina bisnieta | 0                                       |

| Primos hermanos                                                              | Primos hermanos | Primos hermanos          | Primos hermanos          | Primos hermanos |
| ---------------------------------------------------------------------------- | --------------- | ------------------------ | ------------------------ | --------------- |
| Relación                                                                     | Término         | Equivalente español      | Grado de luto (duración) |                 |
| hijos del hijo del hermano del padre                                         | 堂姪兒女        | sobrino/a segundo/a      |                          |                 |
| todos los demás nietos de los hermanos del padre                             | 表姪兒女        | "                        |                          |                 |
| nietos de los hermanos de la madre                                           | 表甥兒女        | "                        |                          |                 |
| hijo del hermano del abuelo paterno, mayor que el padre de ego               | 堂伯            | tío/a segundo/a          |                          |                 |
| hijo del hermano del abuelo paterno, menor que el padre de ego               | 堂叔            | "                        |                          |                 |
| hija del hermano del abuelo paterno                                          | 堂姑            | "                        |                          |                 |
| hijo del hermano del abuelo materno                                          | 堂舅            | "                        |                          |                 |
| hija del hermano del abuelo materno                                          | 堂姨            | "                        |                          |                 |
| hijo de la hermana del abuelo paterno, mayor que el padre de ego             | 表伯            | "                        |                          |                 |
| hijo del hermano de la abuela paterna, mayor que el padre de ego             | 表伯            | "                        |                          |                 |
| hijo de la hermana del abuelo paterno, menor que el padre de ego             | 表叔            | "                        |                          |                 |
| hijo del hermano de la abuela paterna, menor que el padre de ego             | 表叔            | "                        |                          |                 |
| hija de la hermana del abuelo paterno                                        | 表姑            | "                        |                          |                 |
| hija del hermano de la abuela paterna                                        | 表姑            | "                        |                          |                 |
| hijo de la hermana del abuelo materno                                        | 表舅            | "                        |                          |                 |
| hijo del hermano de la abuela materna                                        | 表舅            | "                        |                          |                 |
| hija de la hermana del abuelo materno                                        | 表姨            | "                        |                          |                 |
| hija del hermano de la abuela materna                                        | 表姨            | "                        |                          |                 |
| hijo del hermano del bisabuelo paterno (materno), mayor que el abuelo de ego | (外)族伯祖父    | tío abuelo segundo       |                          |                 |
| hijo del hermano del bisabuelo paterno (materno), menor que el abuelo de ego | (外)族叔祖父    | "                        |                          |                 |
| hija del hermano del bisabuelo paterno                                       | (外)族祖姑      | tía abuela segunda       |                          |                 |
| hijos del hijo del hijo del hermano del padre                                | 堂姪孫兒女      | sobrinos nietos segundos |                          |                 |
| todos los demás bisnietos de los hermanos de los padres                      | 表姪孫兒女      | "                        |                          |                 |

| Primos segundos                                               | Primos segundos | Primos segundos  | Primos segundos     | Primos segundos          |
| ------------------------------------------------------------- | --------------- | ---------------- | ------------------- | ------------------------ |
| Relación                                                      | Término         | Vocativo o trato | Equivalente español | Grado de luto (duración) |
| nieto paterno del hermano del abuelo paterno, mayor que ego   | 再從兄          |                  | primo segundo       | 4                        |
| nieto paterno del hermano del abuelo paterno, menor que ego   | 再從弟          |                  | "                   | 4                        |
| nieta paterna del hermano del abuelo paterno, mayor que ego   | 再從姐          |                  | "                   | 4; 5 si está casada      |
| nieta paterna del hermano del abuelo paterno, menor que ego   | 再從妹          |                  | "                   | 4; 5 si está casada      |
| nieto materno del hermano del abuelo paterno, mayor que ego   |                 |                  | "                   |                          |
| nieto materno del hermano del abuelo paterno, menor que ego   |                 |                  | "                   |                          |
| nieta materna del hermano del abuelo paterno, mayor que ego   |                 |                  | "                   |                          |
| nieta materna de la hermana del abuelo paterno, mayor que ego |                 |                  | "                   |                          |
|                                                               |                 |                  | "                   |                          |
|                                                               |                 |                  | "                   |                          |
|                                                               |                 |                  | "                   |                          |
|                                                               |                 |                  | "                   |                          |
|                                                               |                 |                  | "                   |                          |
|                                                               |                 |                  | "                   |                          |
|                                                               |                 |                  | "                   |                          |
|                                                               |                 |                  | "                   |                          |

| Primos terceros                                             | Primos terceros | Primos terceros  | Primos terceros     | Primos terceros          |
| ----------------------------------------------------------- | --------------- | ---------------- | ------------------- | ------------------------ |
| Relación                                                    | Término         | Vocativo o trato | Equivalente español | Grado de luto (duración) |
| bisnieto del hermano del bisabuelo paterno, mayores que ego | 族兄            | 三從兄           | primo tercero       | 5                        |
| bisnieto del hermano del bisabuelo paterno, menor que ego   | 族弟            | 三從弟           | "                   | 5                        |
| bisnieta del hermano del bisabuelo paterno, mayor que ego   | 族姐            | 三從姐           | "                   | 5; 0 si está casada      |
| bisnieta del hermano del bisabuelo paterno, menor que ego   | 族妹            | 三從妹           | "                   | 5; 0 si está casada      |

## Relaciones distantes
Aparte de algunas de las relaciones mencionadas en los apartados anteriores que no están cubiertas bajo los cinco grados de la vestimenta de luto, los siguientes son parientes que también se consideran lejanos.
- (外)來孫 - trastataranieto o chozno (cuarto nieto)
- (外)晜孫 - bichozno (quinto nieto)
- (外)仍孫 - sexto nieto
- (外)雲孫 - séptimo nieto
- (外)耳孫 - octavo nieto

外 - prefijo para las relaciones de la línea materna; básicamente cualquier persona que no comparte el mismo apellido que ego.

## Consanguinidad parcial o nula
Las siguientes relación familiar implican consanguinidad parcial o nula. Sin embargo, la mayoría de ellas no son un fenómeno moderno. De hecho, la poligamia (poliginia específicamente) estaba ampliamente aceptada en la China pre-republicana.
La expresión "tres padres y ocho madres" (三父八母) se refiere a:
- Un padrastro cohabitante (同居的繼父)
- Un padrastro no cohabitante (不同居的繼父)
- Padrastro del segundo matrimonio de padre y madre (從父母嫁之繼父)
- 嫡母 - esposa oficial del padre (cuando la madre biológica de ego es una concubina)
- 繼母 - madrastra
- 養母 - madre adoptiva
- 慈母 - concubina que sustituye a la madre biológica fallecida de ego
- 嫁母 - madre biológica viuda que se ha vuelto a casar
- 出母 - madre biológica que se ha divorciado
- 庶母 - concubina del padre, que es también una madre (cuando la madre biológica de ego es la esposa oficial)
- 乳母 - nodriza

Otra expresión de "cinco padres y diez madres" (五父十母) se refiere a
- 生父 - padre biológico
- 養父 - padre adoptivo
- 繼父 - padrastro
- 義父 - padrino
- 師父 - profesor/entrenador/maestro (masculino)

y se añaden dos madres a las ocho mencionadas anteriormente:
- 生母 - madre biológica
- 諸母 - concubina del padre

Como resultado de la poligamia habría medio hermanos:
- 同父異母兄弟姐妹 - hermanos que comparten el mismo padre
- 同母異父兄弟姐妹 - hermanos que comparten la misma madre

## Lecturas complementarias
- Morgan, Lewis Henry. 1877. Ancient Society . MacMillan & Company, London (texto completo en internet)
- Wolf, Arthur P. y Chieh Huang-shan. 1985. Marriage and Adoption in China, 1845-1945. Stanford University Press.
- (en chino) Código de Vestimenta (luto) tablas